# اسلام در تیمور شرقی
اسلام در تیمور شرقی، یک دین اقلیت است که از میان جمعیت تیمور شرقی، ۰.۲ درصد از جمعیت به دین اسلام باور دارند که بیشتر آنان را اهل سنت تشکیل داده‌اند.

## آمار و ارکان
بر اساس سرشماری سال ۲۰۱۵ در این کشور، ۲.۸۲۴ نفر از ساکنان تیمور شرقی، به دین اسلام باور داشتند. از این میان، ۱۶۹۵ نفر در ایالت دیلی (پایتخت) ۲۵۸ نفر در بائوکائو، ۲۳۶ نفر در لائوتم، ۲۱۲ نفر در ویکه‌که، ۱۱۳ نفر در ماناتوتو، ۱۰۶ نفر در لیکوئیسا و الباقی در سایر شهرهای این کشور ساکن بودند. از سال ۲۰۰۵ علاوه بر تعطیلات متعدد مسیحیان در این کشور، جشن افطار (عید فطر مسلمانان در پایان ماه رمضان هر سال قمری) و جشنواره اسلامی ایثار، از تعطیلات رسمی این کشور بوده‌است. احمد علی آلایودی، در سال ۲۰۱۹ به ریاست شورای ملی اسلامی تیمور شرقی به جایگزینی احمد علی آلایودی، منصوب شد. رویس مرکز جامعه اسلامی در تیمور شرقی، آریف عبدالله ساگران (تا سال ۲۰۲۰) و بوآنتورا دا سپلوا، نماینده شورای عالی مسلمانان تیمور می‌باشد.

## مساجد
بزرگترین مسجد کشور تیمور شرقی، مسجد آنور در دیلی است. این مسجد به سال ۱۹۸۱ در این منطقه تاسیس شده است و محله احداث مسجد، محله عرب نشین این شهر است. علاوه بر این مسجد، مساجد دیگری در شهرهای بائوکائو، لیکوئیسا و لوسپالوس واقع شده‌اند.

## تاریخ
بازرگانان مالایی و عرب، اولین مهاجران این منطقه بودند. در پایان قرن نوزدهم، اعراب از حضرموت به این ناحیه مهاجرت داشتند و در طول اشغال اندونزی (۱۹۷۵-۱۹۹۹ میلادی) اندونزی‌های بسیاری به این منطقه وارد شدند که اکثر آنان مسلمان بودند. با این وجود، پس از استقلال تیمور شرقی، این گروه‌های اندونزی، این کشور را ترک کردند. در سال ۱۹۴۰، مسلمانان (اقلیت‌های عرب تیمور) اقدام به تاسیس اولین ساختمان مسجد را کردند. گارسیا گولارت (اسقف شهر دیلی)، برای این منظور آجرهای ساختمانی اهدا کرد و از مراحل ساخت مسجد دیدن نمود. در سال ۱۹۷۵ میلادی، اندونزی این کشور را اشغال کرد و سخت‌گیری بر مسلمانان منطقه زیاد شد، تا جایی که بسیاری از دانش‌آموزان برای ادامه تحصیل، مجبور به تغییر دین شدند. به همین دلیل، مسلمانان بسیاری در این کشور به مذهب کاتولیک روی آوردند. در سال ۲۰۰۲، مسجد آنور در دیلی توسط معترضین علیه نخست وزیر وقت (که از اقلیت اعراب بود) به آتش کشیده شد. اسقف باسیلویو به دلیل این اتفاق، از مسلمانان دلجویی و از آنها عذرخواهی کرد.